# C/1931 O1 Nagata
C/1931 O1 Nagata è una cometa non periodica scoperta il 15 luglio 1931 (sebbene l'annuncio ufficiale della scoperta indichi il 17 luglio), dall'astrofilo nippo-americano Masahiro Nagata, il cui nome viene indicato anche in Masani Nagata o Masaji Nagata o anche in Seiji Nagata. Nonostante sia catalogata come cometa non periodica in effetti è una cometa periodica a lungo periodo; la lunghezza di questo periodo non è certa, variando notevolmente a seconda dei diversi astronomi che hanno calcolato la sua orbita.

## Osservazioni
George Van Biesbroeck ha riportato un notevole outburst: attorno al 6 ottobre la luminosità della cometa salì dalla 12-13a alla 8ª, il 21 ottobre era scesa alla 10a. La coda della cometa è arrivata fino a 4° di lunghezza.